# Liste der Baudenkmäler im Kölner Stadtteil Immendorf
Die folgende Liste enthält die in der Denkmalliste ausgewiesenen Baudenkmäler auf dem Gebiet des Stadtteils Köln-Immendorf, Stadtbezirk Köln-Rodenkirchen, Nordrhein-Westfalen.
Hinweis: Die Reihenfolge der Baudenkmäler in dieser Liste orientiert sich an den Straßennamen und ist alternativ nach Hausnummern, Denkmallistennummer oder Bezeichnung sortierbar.
Basis ist die offizielle Kölner Denkmalliste (Stand: 16. August 2012), die Baudenkmäler und Denkmalbereiche auflistet. Dabei kann es sich beispielsweise um Sakralbauten, Wohn- und Fachwerkhäuser, historische Gutshöfe und Adelsbauten, Industrieanlagen, Wegekreuze und andere Kleindenkmäler sowie Grabmale und Grabstätten, die eine besondere Bedeutung für die Geschichte Kölns haben, handeln. Grundlage für die Aufnahme in die offiziellen Denkmallisten ist das Denkmalschutzgesetz Nordrhein Westfalens.

| Bild                                    | Bezeichnung                       | Lage                               | Beschreibung                    | Bauzeit                         | Einge- tragen seit | Denk- mal- nr. |
| --------------------------------------- | --------------------------------- | ---------------------------------- | ------------------------------- | ------------------------------- | ------------------ | -------------- |
| Fotos hochladen                         | Wohnhaus                          | Immendorf Am Moosberg 2–4          |                                 |                                 | 23. Juli 1992      | 6581           |
| Direkt Bild zu diesem Denkmal hochladen | Hofanlage Gillessenhof            | Immendorf Giesdorfer Allee o. Nr.  |                                 |                                 | 2. Februar 2015    | 8777           |
| Fotos hochladen                         | ehem. Schule                      | Immendorf Godorfer Str. 2 Karte    | Architekt (1914): Edmund Bolten | 1872, 1914 (Umbau, Erweiterung) | 1. Juli 1980       | 194            |
| Fotos hochladen                         | Kleindenkmal (Wegekreuz)          | Immendorf Godorfer Str. o. Nr.     |                                 |                                 | 1. Juli 1980       | 192            |
| Fotos hochladen                         | Kleindenkmal (Wegekreuz)          | Immendorf Godorfer Str. o. Nr.     |                                 |                                 | 1. Juli 1980       | 193            |
| Fotos hochladen                         | Wohnhaus (Kleingehöft)            | Immendorf Immendorfer Hauptstr. 16 |                                 |                                 | 4. Juli 1989       | 5122           |
| Fotos hochladen                         | Kirche St. Servatius und Kirchhof | Immendorf Immendorfer Hauptstr. 22 |                                 |                                 | 6. September 1982  | 1098           |
| Fotos hochladen                         | Pfarrhaus                         | Immendorf Immendorfer Hauptstr. 22 |                                 |                                 | 20. April 1983     | 1481           |
| Fotos hochladen                         | Hofanlage Zaunhof                 | Immendorf Immendorfer Hauptstr. 29 |                                 | 1876                            | 1. Juli 1980       | 202            |